# إلدا بوتشي
إلدا بوتشي (21 فبراير 1928 - 14 أكتوبر 2005) سياسية وأستاذة إيطالية.
كانت عضوا في الديمقراطية المسيحية. شغلت منصب عمدة باليرمو من 1983 إلى 1984.
كانت عضوة في البرلمان الأوروبي من عام 1992 إلى 1994. شاركت في مسابقات التنس في بطولة السيدات الوطنية السابعة لجيوفينتو إيطاليانا ديل ليتوريو عام 1942. كانت الرئيسة الوطنية لنادي الرابطة الإيطالية لأخوات المحبة من عام 1987 إلى 1989.
كانت عمدة عاصمة صقلية من 1983 إلى 1984، وكانت أول امرأة في مدينة إيطالية كبيرة. كانت عدة مرات عضو مجلس بلدي للديمقراطية المسيحية في باليرمو.

## السيرة الشخصية
ولدت إلدا بوتشي في تراباني بإيطاليا عام 1928 وتوفيت في باليرمو بإيطاليا عام 2005 عن عمر يناهز 77 عامًا. هي ابنة ستيفانو بوتشي. تخرجت من جامعة باليرمو.